# Gelbvieh
La Gelbvieh (« vache blonde ») est une race bovine allemande considérée comme en danger dans son pays d'origine.

## Origine et répartition
Originaire de Franconie, elle est appelée blonde d'Allemagne (German yellow aux États-Unis). Elle est issue de croisements dès le XVIIIe siècle entre pie rouge des plaines, (red holstein, Deutsches rotbunte) simmental et brune. Les caractéristiques de race qu'on voulait obtenir ont été définies en 1872 : couleur unie, bonne musculation et aptitude au travail. L'association des éleveurs de la race a été fondée en 1897 avec l'ouverture du livre généalogique. Au moment de la Seconde Guerre mondiale, du sang de danoise rouge a été introduit. 
La Gelbvieh se trouve en Franconie et en Thuringe. Du fait des petites exploitations dans la région, le nombre est en diminution. En 2004, il y avait 5 400 vaches et 44 taureaux inscrits au herd-book. 
Sa semence a été introduite aux États-Unis en 1971. Elle a servi à développer une race 15/16e de Gelbvieh et participe à des programmes de croisements avec des zébus.

## Morphologie
Elle porte une robe uniforme brun clair à froment et des cornes courtes en croissant. Ses muqueuses sont rosées. 
Elle est de taille moyenne, avec une bonne musculature et un squelette robuste.
Les femelles pèsent entre 650 et 800 kg, pour une taille de 1,34 à 1,40 m.

## Aptitudes
Race à double fin, elle produit 4 700 kg de lait par lactation, au taux butyreux de 3,9 % et au taux protéique de 3,5 %. De plus en plus remplacée pour la production laitière par des races à meilleur rendement, son lait sert à élever des veaux lourds à croissance élevée, parfois en croisement avec des pures races à viande. 
En Amérique, ses qualités de vache allaitante sont sélectionnées. Elle n'est plus considérée comme mixte, mais comme seule race à viande. Les semences importées ont été choisies sur des lignées sans cornes. Ainsi, la branche américaine se distingue de la branche européenne.